# Plectris rugipennis
Plectris rugipennis är en skalbaggsart som beskrevs av Moser 1921. Plectris rugipennis ingår i släktet Plectris och familjen Melolonthidae. Inga underarter finns listade i Catalogue of Life.